# Johann Conrad Rockenbauch
Johann Conrad Rockenbauch (* 4. Februar 1639; † 9. Oktober 1684) war von 1677 bis 1684 Bürgermeister von Heilbronn. 
Rockenbauch immatrikulierte sich am 26. Oktober 1657 an der Straßburger Akademie im Fach Jura. Als Jurist verfasste er unter anderem eine Abhandlung über Streitschriften. Ab 1664 gehörte er dem kleinen, inneren Rat („von den burgern“) an, 1671 war er Steuerherr und von 1677 bis 1684 Bürgermeister der Stadt Heilbronn. 
Über sein Leben ist nicht allzu viel bekannt. Rockenbauch war mit Margarete Irnsinger verheiratet. Ihre Tochter Maria Magdalena heiratete 1682 Georg Friedrich Pancug, der von 1698 bis 1733 Bürgermeister von Heilbronn war.

## Werke
- Johann Rebhan, Johann Conrad Rockenbauch: „De potestate tutorum et curatorum in pupillos et minores : ad methodum inst. iur. civ.“ Strassburg 1658 (Dissertation bei Rebhan)
- Johann Conrad Rockenbauch: „Tractatus iuridico-politicus de famosis libellis seu et vulgo vocantur pasquillis“. Strassburg 1660